# Casbia alphitoniae
Casbia alphitoniae là một loài bướm đêm trong họ Geometridae.